# Erik Aaby
Erik Aaby, né le 17 octobre 1947, est un pilote de rallye norvégien. En 1988, il remporte le titre de champion de Norvège des rallyes Groupe N 1.6.

## Biographie
Erik Aaby commence sa carrière automobile en 1967 par le Rally Bærum sur une Volkswagen 1300. Il termine ce dernier à la 15e place au classement général.
Il prend part à 115 départs, pour 6 victoires et 35 abandons. Il remporte un titre majeur, le championnat de Norvège des rallyes de la catégorie Groupe N 1.6 en 1988.
Il effectue son dernier rallye en 2002 avec le Numedalsrally sur une Ford Escort MK2, qui se solde par un abandon.

## Palmarès

### Victoires en rallyes
| Année | Rallye                     | Voiture                 |
| ----- | -------------------------- | ----------------------- |
| 1970  | Finnskog Vinter            | Opel Kadett Rallye      |
| 1970  | Rally Gjøvik               | Opel Kadett Rallye      |
| 1973  | Rally Farris               | Opel Ascona A 1900      |
| 1975  | 1er Spesial-Løp Sandefjord | Opel Ascona A 1900      |
| 1987  | 1er Viking Rally           | Ford Escort MK2         |
| 1989  | Rally Tromsø               | Ford Sierra RS Cosworth |

### Titres obtenus
| Année | Titre                                                        |
| ----- | ------------------------------------------------------------ |
| 1988  | champion de Norvège des rallyes de la catégorie Groupe N 1.6 |